# Tempi brutti per Scotland Yard
Tempi brutti per Scotland Yard (Trial by Combat) è un film del 1976 diretto da Kevin Connor.

## Trama
Un gruppo di aristocratici britannici, che si sono autodefiniti Cavalieri di Avalon, stanchi di vedere la sconfitta della giustizia a favore di numerosi malfattori che riescono a farla franca, decidono di diventare dei giustizieri.
Secondo il loro codice d'onore, però, ad ogni criminale viene concesso di essere messo alla prova in un tradizionale duello, se l'uomo sopravvive sarà lasciato libero e incolume, ma se sconfitto viene giustiziato. Quando Sir Gifford è testimone di una di queste prove, il gruppo sarà costretto ad ucciderlo. Sarà suo figlio, John, venuto direttamente dagli Stati Uniti, a scoprire la verità sulla morte di suo padre e a smascherare il gruppo di giustizieri.